# فرودگاه شندل ایستیت
فرودگاه شندل ایستیت (به انگلیسی: Chandelle Estates Airport) یک فرودگاه همگانی بهره‌برداری هوایی است که یک باند فرود آسفالت دارد و طول باند آن ۷۷۲ متر است. این فرودگاه در شهر دوور کشور ایالات متحده آمریکا قرار دارد و در ارتفاع ۷ متری از سطح دریا واقع شده‌است.